# Милостеа (Валча)
Милостеа (рум. Milostea) насеље је у Румунији у округу Валча у општини Слатиоара. Oпштина се налази на надморској висини од 457 m.

## Становништво
Према подацима из 2002. године у насељу је живело 828 становника, од којих су сви румунске националности.